# 1-й Волжский армейский корпус
1-й Во́лжский арме́йский ко́рпус (также именовался Пово́лжским, в ряде источников проходит как стрелковый корпус) — воинское соединение Восточного фронта Русской армии во время Гражданской войны. Входил в состав Западной отдельной и 3-й армий. Командиры — генерал-майор В. О. Каппель; генерал-майор А. С. Имшенецкий.

## История
Был сформирован 20 августа 1918 года как Симбирская группа Поволжского фронта, которая 17 ноября 1918 года была переименована в сводный корпус (Самарская, Казанская и Симбирская отдельные бригады) в составе Самарской группы. 3 января 1919 года был переименован в 1-й Волжский корпус (1-я Самарская, 2-я Казанская, 3-я Симбирская отдельные бригады и 1-й Троицкий кадровый полк) в составе Западной отдельной армии, но 1 февраля 1919 года был отведён в тыл как резерв Ставки.
Фактически был заново сформирован с 27 февраля 1919 года генералом В. О. Каппелем.
Приказом начальника штаба Верховного главнокомандующего № 155 от 27 февраля 1919 года, а также на основании приказа Верховного правителя и Верховного главнокомандующего адмирала А. В. Колчака, 1-й Волжский армейский корпус был развёрнут в составе трёх стрелковых дивизий: 1-й Самарской, 3-й Симбирской и 13-й Казанской. Каждая дивизия должна была иметь в своём составе три стрелковых полка, егерский батальон, стрелковый артиллерийский дивизион, отдельную гаубичную батарею, отдельный конный дивизион, инженерный дивизион, артиллерийский парк, полевой лазарет с перевязочным отрядом и санитарным транспортом, а также дивизионный обоз. Кроме того, в состав корпуса включались отдельная кавалерийская Волжская бригада (из двух кавалерийских полков четырёхэскадронного состава и отдельной конной батареи), отдельная полевая батарея тяжёлых гаубиц, телеграфная рота, подвижная артиллерийская мастерская, а также 1-я кадровая стрелковая Волжская бригада (три кадровых стрелковых полка, отдельная кадровая инженерная рота, кадровый артиллерийский дивизион и кадровый эскадрон).
Со 2 мая 1919 года корпус снова входил в состав Западной отдельной армии. 22 мая в состав корпуса вошли также 12-я Уральская дивизия, 3-й Уфимско-Самарский и 6-й Иссетско-Ставропольский казачьи, Уфимский гусарский и 3-й Украинский гетмана Сагайдачного полки, Сербский отряд воеводы Киселёва, бронедивизион и 3-й авидивизион.
Корпус предназначался для нанесения ударов на наиболее важных направлениях

## Боевой путь
14 июля 1919 года корпус вошёл в состав 3-й армии и был преобразован в Волжскую группу, которая 10 октября вошла в состав Московской группы армий. Проделав Великий Сибирский Ледяной поход и понеся большие потери под Кемчугом, в Читу пришли остатки главным образом 1-й Самарской дивизии (Волжский отряд). Части корпуса, создававшиеся непосредственно на фронте в боевой обстановке, почти целиком состояли из добровольцев — учащихся и горожан и отличались высокими боевыми качествами. Мобилизованных солдат в частях было очень немного, тогда как доля офицеров была весьма высока (весной 1919 года их насчитывалось в корпусе до 2 тыс. чел.); лишь перед возвращением на фронт корпус был пополнен мобилизованными сибиряками и бывшими красноармейцами.
По приходе в Забайкалье остатки корпуса были сведены в Отдельную Волжскую бригаду, состоявшую из стрелкового и драгунского полков и батареи. В этой бригаде бывших «самарцев» было приблизительно до 70 %, «симбирцев» — всего несколько случайных человек, остальные были «казанцами» — бывшими чинами 13-й Казанской и 13-й Сибирской стрелковых дивизий (кадром 13-й Сибирской явились также «казанцы» — части полк. Степанова, снявшиеся с фронта осенью 1918 года и отведённые в тыл, в Ново-Николаевск). При проходе через полосу отчуждения КВЖД в конце 1920 года драгунский полк почти целиком остался в Харбине, а по приходе в Приморье бригада свернулась в 1-й Волжский стрелковый имени генерала Каппеля полк, из которого позже выделилась 3-я Волжская имени генерала Каппеля батарея.

### Знамя корпуса

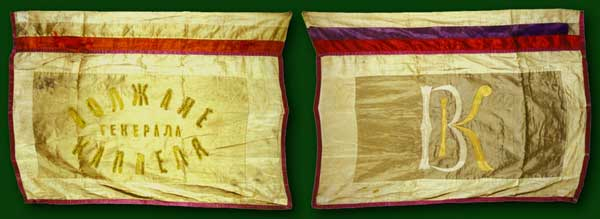
Знамя 1-го Волжского армейского корпуса генерала Каппеля, 1919 год

В Центральном музее Вооружённых Сил экспонируется знамя 1-го Волжского армейского корпуса. Оно представляет собой шёлковое светло-зелёное двустороннее полотнище прямоугольной формы с узкой малиновой и широкой светло-зелёной каймой. В верхней части знамени — бело-сине-красный национальный флаг во всю длину полотнища. На правой стороне знамени помещён переплетённый вензель «ВК» (литера В вышита серебром, К — золотом). На левой стороне помещена надпись в три строки «Волжане генерала Каппеля». Однако в происхождении знамени имеются неясности. Скорее всего, это знамя не являлось официально утверждённым знаменем частей Каппеля, а было изготовлено и поднесено в дар жителями города Кургана весной 1919 года. Об этом же косвенно свидетельствуют и надписи на полотнище — дело в том, что сам Каппель был решительным противником увековечивания своего имени в названиях и символике подчинённых ему частей (что, впрочем, не мешало солдатам расшифровывать буквы ВК на своих погонах не как «Волжский Корпус», а как «Владимир Каппель»). Однако в боях знамя всё же использовалось, и было захвачено частями Красной армии при разгроме отряда под командованием полковника Малицкого в феврале 1920 года.

## Состав
В состав корпуса входили:
- 1-я Самарская стрелковая дивизия (генерал-майор Имшенецкий А. С., 01-10.1919; генерал-майор Сахаров Н. П., 10.1919-03.1920):
  - 1-й Волжский стрелковый полк (полковник Миронов; с 05.1919 — капитан Мечь);
  - 2-й Самарский стрелковый полк (подполковник Пифаров; с 03.1919 — подполковник Калатц);
  - 3-й Ставропольский стрелковый полк (полковник Ромеров);
- 3-я Симбирская стрелковая дивизия (полковник Подрядчик К. Т.):
  - 9-й Симбирский стрелковый полк (Кривчиков А. Э.);
  - 10-й Бузулукский стрелковый полк;
  - 11-й Бугульминский стрелковый полк.
- 13-я Казанская стрелковая дивизия, сформирована на базе 1-й Казанской дивизии (генерал-майор Перхуров А. П., 07.1919-03.1920):
  - 49-й Казанский стрелковый полк;
  - 50-й Арский стрелковый полк
  - 51-й Уржумский стрелковый полк;
- 12-я Уральская стрелковая дивизия с 05.1919 (генерал Бангерский):
  - 45-й Сибирский полк;
  - 46-й Исетский полк;
  - 47-й Тагильский полк;
  - 48-й Туринский полк.
- Волжская кавалерийская бригада, сформирована на базе 5-го драгунского Каргопольского полка (генерал-майор Нечаев К. П. 1919—1920):
  - Волжский драгунский полк, сформирован на базе 5-го драгунского Каргопольского полка в Казани полковником Нечаевым.[5]
  - Волжский уланский полк, сформирован на базе 5-го уланского Литовского полка в Симбирске.
  - Волжская конно-артиллерийская батарея, сформирована на базе 5-го конно-артиллерийского дивизиона в Самаре как 1-я Волжская отдельная конная батарея (капитан, с 1919 года — подполковник Вырыпаев В. О.)[6]

## Командиры корпуса
генерал-майор В. О. Каппель (август 1918 — 4 ноября 1919)
генерал-майор А. С. Имшенецкий (с 4 ноября 1919)